# 세인트로렌스뒤쥐
세인트로렌스뒤쥐(Sorex jacksoni)는 땃쥐과에 속하는 포유류의 일종이다. 알래스카의 세인트로렌스섬에서만 발견된다.